# Pacífico
Pacífico – stacja metra w Madrycie, na linii 1 i 6. Znajduje się w dzielnicy Retiro, w Madrycie i zlokalizowana jest pomiędzy stacjami Menéndez Pelayo, a Puente de Vallecas (linia 1) oraz Méndez Álvaro i Conde de Casal (linia 6). Została otwarta 8 maja 1923.